# Daesiidae
Daesiidae vormen een familie van spinachtigen die behoren tot de orde rolspinnen (Solifugae).

## Naam en indeling
De wetenschappelijke naam van de groep werd voor het eerst voorgesteld door Karl Matthias Friedrich Magnus Kraepelin in 1899. De familie wordt verdeeld in 215 soorten en 29 geslachten. Onderstaand een lijst van de geslachten volgens Solifuges of the World.
- Geslacht Biton
- Geslacht Blossia
- Geslacht Hemiblossia
- Geslacht Gluviopsis
- Geslacht Gnosippus
- Geslacht Gluviopsona
- Geslacht Eberlanzia
- Geslacht Tarabulida
- Geslacht Triditarsus
- Geslacht Ammotrechelis
- Geslacht Bitonota
- Geslacht Bitonupa
- Geslacht Blossiana
- Geslacht Ceratobiton
- Geslacht Daesiola
- Geslacht Gluvia
- Geslacht Gluviella
- Geslacht Gluviola
- Geslacht Gluviopsida
- Geslacht Gluviopsilla
- Geslacht Haarlovina
- Geslacht Hemiblossiola
- Geslacht Hodeidania
- Geslacht Mumaella
- Geslacht Namibesia
- Geslacht Palaeoblossia
- Geslacht Syndaesia
- Geslacht Triditarsula
- Geslacht Valdesia

## Verspreidingsgebied
De vertegenwoordigers van de familie komen voor in delen van zuidelijk Europa, Afrika, het Midden-Oosten en Zuid-Amerika.